# Веласкес, Хосе
Хосе Давид Веласкес Колон (исп. José David Velásquez Colón; род. 8 декабря 1989, Ла-Сейба) — гондурасский футболист, нападающий клуба «Виктория» и сборной Гондураса. Участник Олимпийских игр в Лондоне.

## Клубная карьера
Веласкес начал карьеру в клубе «Виктория» из своего родного города. В 2009 году он  дебютировал в чемпионате Гондураса. За клуб Хосе сыграл более 100 матчей во всех турнирах. В 2014 году он на правах аренды перешёл в уругвайский «Насьональ», но дебютировать за команду так и не смог. В 2016 году Веласкес перешёл в «Реал Эспанья». 10 января в матче против «Олимпии» он дебютировал за новый клуб.

## Международная карьера
12 апреля 2012 года в товарищеском матче против сборной Коста-Рики Веласкес дебютировал за сборную Гондураса.
Летом 2012 года Хосе был включен в заявку олимпийской сборной на поездку в Лондон на Олимпийские игры. На турнире он принял участие в матчах против команд Испании, Марокко, Бразилии и Японии.
В 2013 году в составе национальной команды Веласкес принял участие в розыгрыше Золотого кубка КОНКАКАФ. На турнире он сыграл в матче против сборных Тринидада и Тобаго и Сальвадора.